# Thomas Gompf
Thomas Eugene Gompf (Dayton, 17 marzo 1939) è un ex tuffatore statunitense.

## Carriera
Ha rappresentato gli Stati Uniti d'America ai Giochi olimpici di Tokyo 1964, vincendo una medaglia di bronzo.

## Palmarès
- Giochi olimpici

Tokyo 1964: bronzo nella piattaforma 10 m.